# آتوباکس
آتوباکس (انگلیسی: Autobacs Seven) شرکت خرده‌فروشی ژاپنی است، که در سال ۱۹۴۷ تأسیس شد.